# Craspedolepta canadensis
Craspedolepta canadensis är en insektsart som beskrevs av Journet och Joyce Winifred Vickery 1979. Craspedolepta canadensis ingår i släktet Craspedolepta och familjen rundbladloppor. Inga underarter finns listade i Catalogue of Life.